# Uckington (Gloucestershire)
Uckington – osada i civil parish w Anglii, w hrabstwie Gloucestershire, w dystrykcie Tewkesbury. Leży 11 km na północny wschód od miasta Gloucester i 146 km na zachód od Londynu. W 2011 roku civil parish liczyła 605 mieszkańców. Uckington jest wspomniana w Domesday Book (1086) jako Hochinton.